# Cortenuova
Cortenuova est une commune italienne de la province de Bergame dans la région Lombardie en Italie.

## Administration
| Période                                  | Période   | Identité        | Étiquette     | Qualité |
| ---------------------------------------- | --------- | --------------- | ------------- | ------- |
| 26 mai 2019                              | au bureau | Gianmario Gatta | Liste civique | Maire   |
| Les données manquantes sont à compléter. |           |                 |               |         |

## Histoire
Le 27 novembre 1237, l'empereur Frédéric II remporta à la bataille de Cortenuova une victoire militaire importante contre la Ligue lombarde.

### Communes limitrophes
Calcio, Cividate al Piano, Covo, Martinengo, Romano di Lombardia

## Articles annexes
- Bataille de Cortenuova